# Juan Brito
Juan Ramón Brito (nacido el 7 de noviembre de 1977 en Santiago) es un receptor dominicano que jugó en las Grandes Ligas. Brito hizo su debut en las mayores con los Reales de Kansas City en 2002. Jugó con los Diamondbacks de Arizona en 2004.
Brito jugó su último partido en Triple-A con el equipo afiliado a los Nacionales de Washington, los Columbus Clippers en 2007.
Brito jugó en los eventos Clásico Mundial de Béisbol 2006 y Clásico Mundial de Béisbol 2009 para el equipo de República Dominicana.